# لاأخلاقية
اللاأخلاقية هي غياب أو عدم مبالاة أو تجاهل للأخلاق. يشير البعض ببساطة إلى ذلك باعتباره حالة عدمية أخلاقية أو غير أخلاقية. يجب عدم الخلط بين الأخلاقية وغير الأخلاقية، والتي تشير إلى القيام بعمل ما أو التفكير في شيء يعرف أو يعتقد أنه خاطئ .
الأخلاق واللاأخلاقية في الإنسان والحيوان هي موضع خلاف بين العلماء والفلاسفة. إذا كانت الأخلاق متأصلة في البشرية، فإن البشر غير الأخلاقيين إما لا وجود لهم أو يكونون بشر قاصرين. إذا كانت الأخلاق خارجة عن الإنسانية، فيمكن للإنسان غير الأخلاقي أن يكون موجودًا وأن يكون كامل الإنسانية في الوقت ذاته، وبالتالي يكون الشخص الاأخلاقي مجرد افتراض.
هناك موقف يدعي أن اللاأخلاقية ليست سوى شكل آخر من أشكال الأخلاق أو مفهوم قريب منها، مستشهدا بحالات الطبيعة الأخلاقية والبناء الأخلاقي والنسبية الأخلاقية والخيالية الأخلاقية كأصناف تشبه الجوانب الأساسية لعلم الأخلاق.
اللاأخلاقية تتعارض مع الإسلام كون الأخلاق جزء مهم من الإسلام، كما ورد في القرآن والسنة مثل قول الله {فَبِمَا رَحْمَةٍ مِنَ اللَّهِ لِنْتَ لَهُمْ وَلَوْ كُنْتَ فَظًّا غَلِيظَ الْقَلْبِ لَانْفَضُّوا مِنْ حَوْلِكَ}.

## نشأة اللأخلاقية
نشأ في الولايات المتحدة الأمريكية مذهب فلسفي يدعو إلى قياس الأمور بغض النظر عن المحتوى الفكري أو الأخلاقي أو العقائدي ثم انتقل إلى أوروبا، ومن أفكار هذا المذهب:
1. أفكار الإنسان وآراءه عبارة عن ذريعة يستعين بها على حفظ بقائه أولا ثم السير نحو السمو والكمال.
2. في حال حدث تضارب في آراء الإنسان وأفكاره كان أنفعها وأجداها التي يترتب عليها فائدة.
3. ليست مهمة العقل تفسير عالم الغيب المجهول، بل تفسير للحياة العملية الواقعية.
4. التجربة غير المقيدة بدين أو أخلاق هي الوحيدة التي لها آثار في حياة الإنسان والمجتمع إذ يؤدي إلى الكمال، بما فيه من تنظيم وحيوية.[10]

## الكيانات غير البشرية
أي كيان غير عاقل يمكن اعتباره لاأخلاقي بشكل قاطع. على سبيل المثال، يمكن استخدام الصخر (بواسطة عوامل عقلانية) لأغراض جيدة أو سيئة، ولكن الصخرة نفسها ليست جيدة أو سيئة. في الفلسفة الأنطولوجية، فإن المفهوم الغنوصي القديم بأن العالم المادي كان بطبيعته شريراً يطبق الأخلاق على الوجود نفسه وكان موضع اهتمام في المسيحية المبكرة في شكل دوسيتية، لأنه عارض فكرة أن الخلق جيد، كما جاء في كتاب سفر التكوين . في العلم الحديث، غالبًا ما تتم ملاحظة مسألة الكون بطريقة لاأخلاقية لأغراض موضوعية.

### الحيوانات
منذ فترة طويلة يعتقد أن الحيوانات كيانات غير أخلاقية. ومع ذلك، فإن البحث في تطور الأخلاق، بما في ذلك الاشتراكية والإيثار في الحيوانات، أثار جدلاً جديداً بين العديد من الفلاسفة. تُظهر العديد من الحيوانات سلوكًا مشابهًا للسلوك الأخلاقي البشري، مثل رعاية الأطفال وحماية الأقارب ومشاركة غنائم الصيد. بشكل عام، إذا كان هذا السلوك استجابة طوعية للقواعد الأخلاقية، فإن الحيوانات لديها أخلاق. إذا كانت الحيوانات تتبع غريزة فطرية بشكل لا إرادي، فهي لاأخلاقية.

### الكيانات القانونية
بعض الناس يعتبرون الشركات كيانات لاأخلاقية في جوهرها. يمكن أن يشير هذا إلى «التخدر الأخلاقي» للمديرين التنفيذيين لهذه المنظمات ومسؤوليها، خاصة عند الاقتراب من وجهة النظر التي مفادها أن الشركات يمكن اعتبارها وكلاء أخلاقيين وكذلك نوع من الشخص الاعتباري.

## موقف الإسلام من اللاأخلاقية
تتعارض اللاأخلاقية مع الإسلام كون الأخلاق جزء مهم من الإسلام، كما ورد في القرآن والسنة مثل قول الله {فَبِمَا رَحْمَةٍ مِنَ اللَّهِ لِنْتَ لَهُمْ وَلَوْ كُنْتَ فَظًّا غَلِيظَ الْقَلْبِ لَانْفَضُّوا مِنْ حَوْلِكَ}.